# Bangana lemassoni
Bangana lemassoni е вид лъчеперка от семейство Шаранови (Cyprinidae).

## Разпространение
Видът е разпространен във Виетнам, Китай (Юннан) и Лаос.

## Описание
На дължина достигат до 30 cm.